# جایی که خرچنگ‌ها آواز می‌خوانند
جایی که خرچنگ‌ها آواز می‌خوانند (انگلیسی: Where the Crawdads Sing) یک رمان نوشته دیلیا اونز است که در سال ۲۰۱۸ در ایالات متحده منتشر شد. این کتاب جزو پرفروش‌ترین رمان‌های سال ۲۰۱۹ و ۲۰۲۰ مجله نیویورک تایمز آمریکا شد.
داستان، دو بخش زمانی را پی می‌گیرد که اندک اندک درهم گره می‌خورند. اول بخش زمانی به شرح زندگی و ماجراجویی‌های دختر جوانی به نام کیا می‌پردازد که از سال ۱۹۵۲ تا ۱۹۶۹ در مرداب کارولینای شمالی به‌تنهایی زندگی می‌کند. دومین بخش زمانی به ماجرای قتل چیس اندروز می‌پردازد که در شهر ساحلی بارکلی کو فرد معروفی است. در سپتامبر ۲۰۱۸ این کتاب در کلوب کتابخوانی هلو سانشاین انتخاب شد که متعلق به ریس ویترسپون است. همچنین بهترین کتاب سال ۲۰۱۸ بارنز اند نوبل لقب گرفت. تا دسامبر ۲۰۱۹، بیش از ۴٫۵میلیون نسخه از این کتاب به‌فروش رفت و در لیست پرفروش‌ترین کتاب‌های داستانی آمازون، رتبه اول را به خود اختصاص داد.
یک فیلم با همین نام بر اساس این رمان اقتباس شده‌است و برای اکران در ۱۵ ژوئیه ۲۰۲۲ برنامه‌ریزی شده‌است.

## داستان
داستان روایت جنایی و جذاب دختری است که اعضای خانواده‌اش او را در سنین خردسالی رها کرده‌اند تا تنهایی، در دل طبیعت بکر کارولینای شمالی، زندگی کند.
دیلیا اونز در کتاب جایی که خرچنگ‌ها آواز می‌خوانند، با نثری روان و جذاب، سرگذشت دختری را روایت می‌کند که همراه با پدرش، در حاشیهٔ یک مرداب در طبیعت بکر کارولینا زندگی می‌کند. زندگی کیا کلارک در گذر است. همه او را به اسم دختر مرداب می‌شناسند و او هم ارتباطات خاص خودش را دارد. با طبیعت محشور است و می‌تواند به راحتی با گیاهان و حیوانات ارتباط برقرار کند. روزی می‌رسد که دو تن از مردان شهر، شیفتهٔ زیبایی اصیل و شکوهمند او می‌شوند. او هم شوق دل‌باختن را در خودش احساس می‌کند و برای یک زندگی جدید آماده می‌شود. اما اتفاقاتی رخ می‌دهند و زندگی دختر مرداب را از مسیری که در ذهن خودش، ترسیم کرده بود، دور می‌کنند. با پیدا شدن جسد مرد جوانی در حاشیهٔ مرداب، همهٔ نگاه‌ها به سمت کیا کلارک، دختر مرداب برمی‌گردد…
دیلیا اونز توانسته‌است به خوبی رنج تنهایی و طرد شدن را در کتاب جایی که خرچنگ‌ها آواز می‌خوانند، به تصویر بکشد. نیویورک تایمز دربارهٔ کتاب جایی که خرچنگ‌ها آواز می‌خوانند می‌نویسد: «جایی که خرچنگ‌ها آواز می‌خوانند شرح حالی از تلاش برای بقا، امیدداشتن، عشق‌ورزیدن، تنهایی، نومیدی، غرور، تعصب، انعطاف‌پذیری است. شخصیت اصلی داستان، کیا کلارک ملقب به دختر مرداب است… در توصیفش همین کافی است: زیبایی سوزناک. رمانی برای پاسداشت طبیعت در خلال داستانی جنایی».

## رفتارشناسی
رفتارشناسی یا مطالعه رفتار حیوانات، موضوعی است که در این کتاب به آن پرداخته شده‌است. کیا در این زمینه مطالعه می‌کند و با مقاله‌ای با عنوان «عوضی‌های آب زیرکاه» آشنا می‌شود. سپس از دانش خود استفاده می‌کند تا حقه‌ها و کارهای پسران محلی را در دست بگیرد. کیا خودش را با کرم شب تاب ماده مقایسه می‌کند؛ این جانور با سیگنال‌های نوری رمزگذاری شده، حشرات نر دیگر گونه‌ها را فریب داده و می‌کشد. گاهی نیز کیا خودش را همسان آخوندک‌های ماده می‌دانست که آخوندک نر را فریب می‌دهند و درحین مقاربت، سر و سینه او را می‌خورند. «کیا فکر کرد که حشرات ماده می‌دانند چطور با معشوقه‌های خود رفتار کنند.»

## افتخارات و جوایز
1. بیش از ۶۵ هفته در صدر پرفروش‌ترین آمازون
2. بیش از ۱۰۰ هفته در صدر پرفروش‌ترین نیویورک تایمز[۱۰]
3. فروش ۴ میلیون نسخه چاپی و صوتی کتاب در سراسر دنیا
4. نامزد نهایی جایزه کتاب جنوب موسوم به سیبا
5. بیش از ۷۴۰۰ بازدید در گودریدز
6. تولید فیلم این کتاب توسط تهیه‌کننده معروف، ریس ویترسپون
7. نامزد جایزه ادگار
8. برنده جایزه ادبی جان باروز در حوزه ادبیات طبیعت
9. نامزد بهترین رمان تاریخی گودریدز

## اقتباس فیلم
فاکس ۲۰۰۰ مالک حقوق فیلم این کتاب است. شرکت تولید هلو سانشاین از ریس ویترسپون آن را با ویترسپون به عنوان تهیه‌کننده تولید خواهد کرد. لوسی آلیبار این کتاب را با فیلمنامه اقتباس کرده‌است. دیزی ادگار-جونز قرار است نقش کیا را بازی کند. تیلور جان اسمیت و هریس دیکنسون نیز به ترتیب در نقش تیت واکر و چیس اندروز برای این فیلم قرارداد بسته‌اند. فیلمبرداری از اواسط آوریل تا اواسط / اواخر ژوئن ۲۰۲۱ در نیواورلئان و اطراف آن و هوما، لوئیزیانا انجام شد. در ۵ ژوئیه ۲۰۲۱، کاسموپولیتن گزارش داد که فیلمبرداری به پایان رسیده‌است. این فیلم برای اکران در ۱۵ ژوئیه ۲۰۲۲ برنامه‌ریزی شده‌است. همچنین اعلام شد که تیلور سوئیفت با آهنگی اصلی به نام «کارولینا» در موسیقی متن فیلم همکاری خواهد کرد.